# Dunkler Stern
Ein Dunkler Stern (englisch dark star; deutsch auch Dunkelstern) ist ein hypothetischer Stern. Dunkle Sterne bestehen wie andere Sterne überwiegend aus Wasserstoff und Helium. Die Energieerzeugung findet dagegen nicht über Wasserstoffbrennen oder andere Prozesse der Kernfusion statt. Die Energie wird stattdessen durch die Vernichtung von Dunkler Materie erzeugt. Im Jahre 2023 vermeldete eine Forschungsgruppe, mithilfe von Bildern des James-Webb-Weltraumteleskops Kandidaten für dunkle Sterne identifiziert zu haben. Dunkle Sterne wären ein indirekter Beweis für Teilchen der dunklen Materie und könnten unter Umständen auch helfen, die Entwicklung im frühen Universum besser zu verstehen, wie beispielsweise das frühe Auftauchen supermassiver schwarzer Löcher.

## Energieerzeugung
WIMPs (weakly interacting massive particles oder schwach wechselwirkende massereiche Teilchen) sind ein Kandidat für die dunkle Materie und könnten ihre eigenen Antiteilchen sein. Sollten die WIMPs im Inneren eines Sterns kollidieren und sich dabei gegenseitig vernichten,
sind sie eine potentielle Energiequelle, obwohl sie nur 0,1 Prozent der stellaren Masse ausmachen. Daher könnten dunkle Sterne die ersten Sterne sein, die im Universum als Population-III-Objekte aufgeleuchtet sind.

## Hypothetische Eigenschaften
Simulationsrechnungen lassen vermuten, dass dunkle Sterne die fotometrischen und spektroskopischen Eigenschaften von Riesensternen zeigen mit einem Durchmesser von circa 10 astronomischen Einheiten bei einer Oberflächentemperatur von 10.000 Kelvin. In der weiteren Entwicklung akkretieren die Sterne weiter Materie aus ihrer Umgebung und können dabei Massen von bis zu einer Million Sonnenmassen erreichen bei einer Leuchtkraft von dem bis zu 10 Milliarden-fachen der Sonne. Diese Objekte im frühen Universum wären in Reichweite des James Webb Space Telescope. Nach der Konsumierung der dunklen Materie würden die Sterne in ein Schwarzes Loch kollabieren und sind damit potentielle Quellen für die supermassereichen Schwarzen Löcher in den Zentren von Galaxien.